# Jean Mopinot
Le bienheureux Jean Mopinot (en religion Frère Léon) est un religieux catholique français, né en 1724 à Reims et mort le 21 mai 1794 sur les pontons de Rochefort.

## Biographie
Frère des écoles chrétiennes au diocèse de Moulins, il est déporté sur les pontons de Rochefort.
Il est béatifié par Jean-Paul II le 1er octobre 1995.

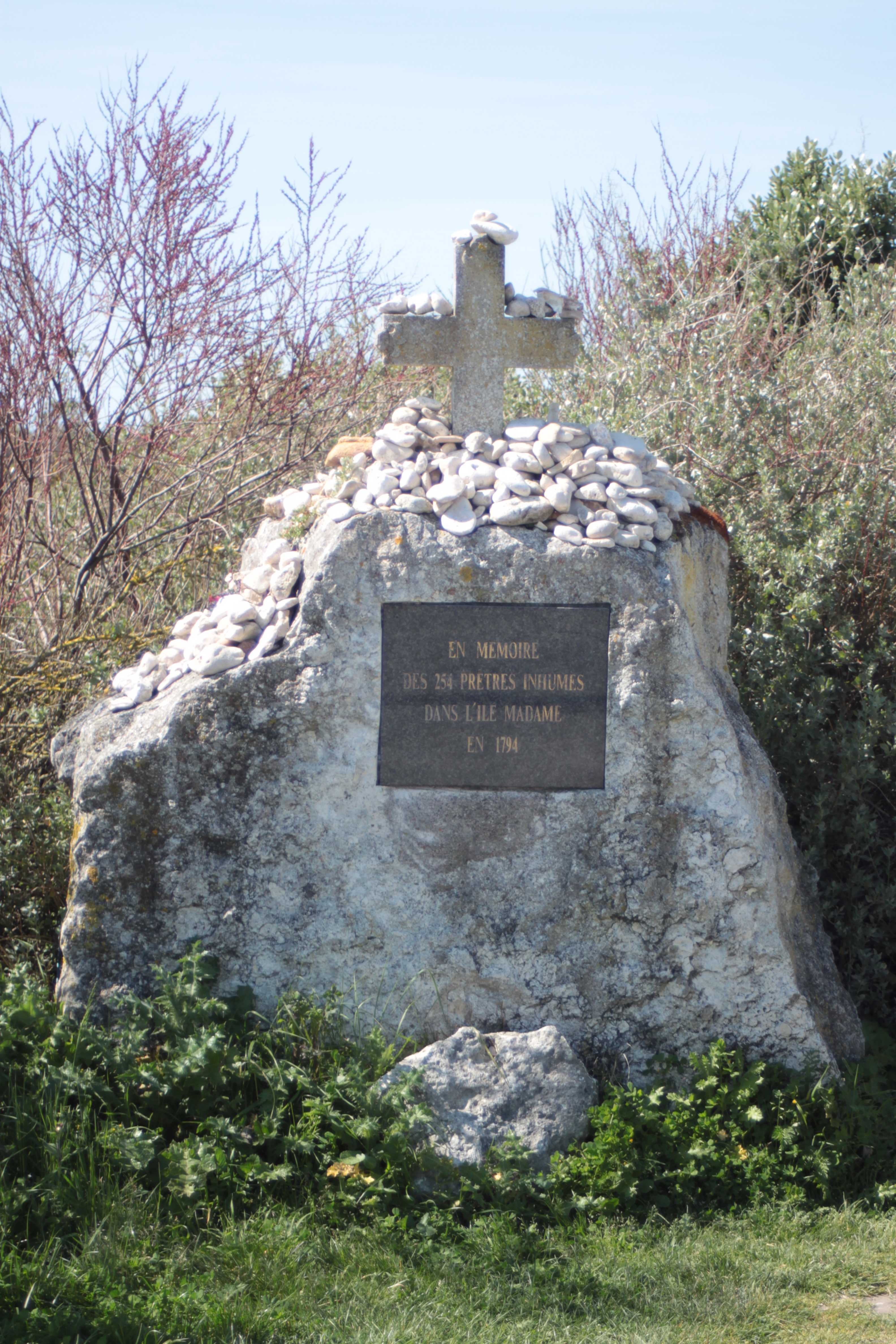
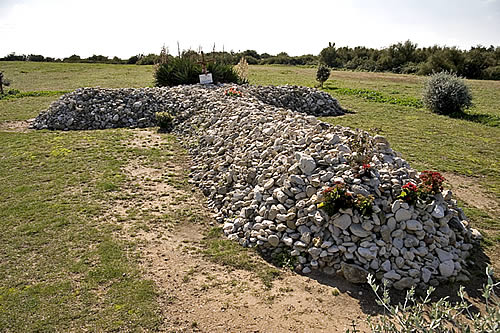

## Source
- abbé Yves Blomme, Les Prêtres déportés sur les Pontons de Rochefort, Éditions Bordessoules, 1994.  (ISBN 9782903504649)